# Canarium pseudodecumanum
Canarium pseudodecumanum är en tvåhjärtbladig växtart som beskrevs av Bénédict Pierre Georges Hochreutiner. Canarium pseudodecumanum ingår i släktet Canarium och familjen Burseraceae. Inga underarter finns listade i Catalogue of Life.